# 全国反对派联盟

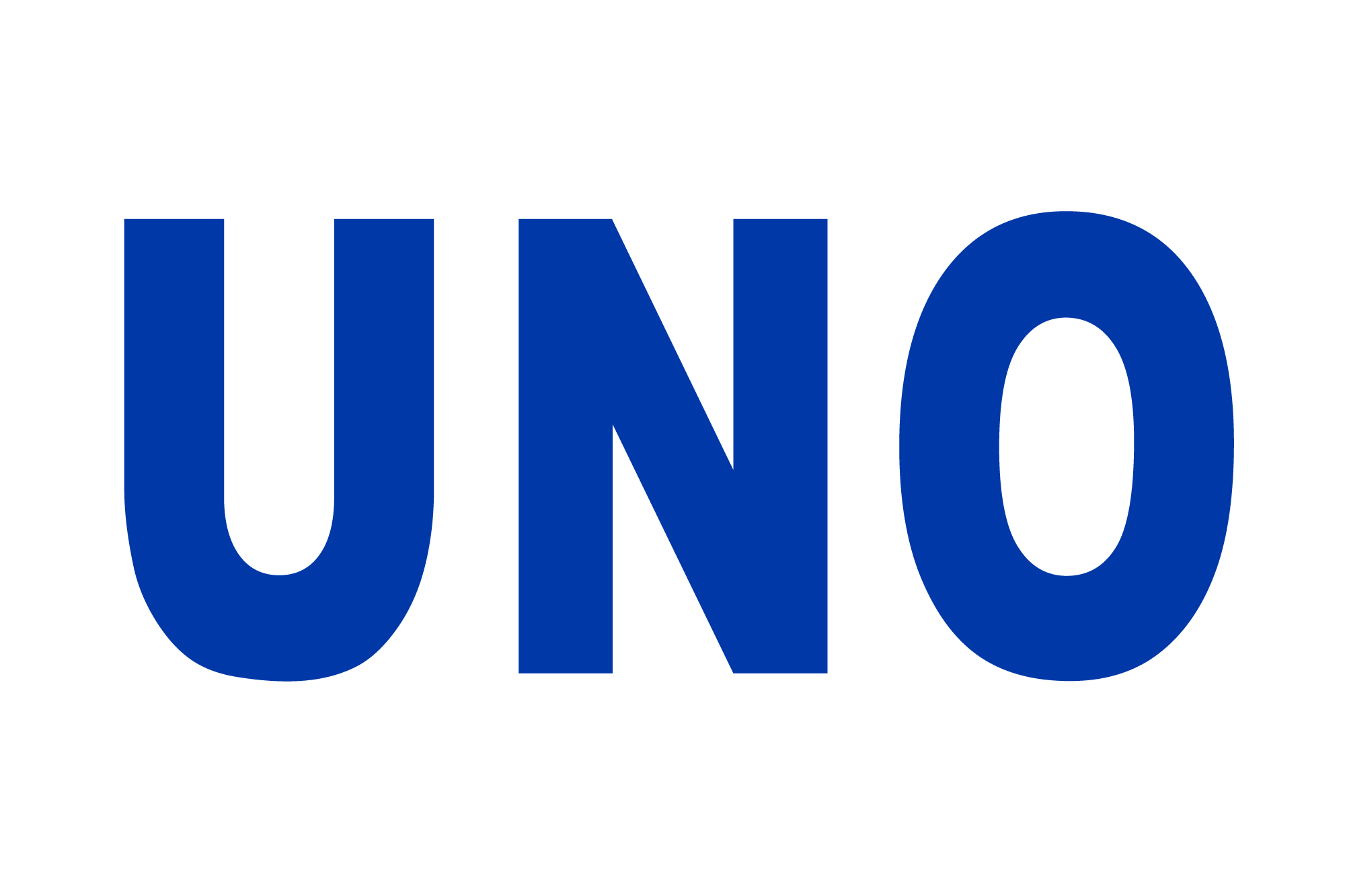
全国反对派联盟标志

全国反对派联盟（西班牙語：Unión Nacional Opositora，缩写为UNO）是尼加拉瓜历史上的一个广泛的反对派政党联盟，成立于1989年6月6日，目标是在1990年尼加拉瓜大选中击败桑地诺民族解放阵线提名的总统候选人、时任总统丹尼尔·奥尔特加。该联盟提名的总统候选人比奥莱塔·查莫罗最终赢得选举。该联盟起源于1982年由不同反对派团体组成的尼加拉瓜民主协调。在大选期间，该联盟的14个成员党中，4个被认为是保守派政党，7个被认为是中间派政党，3个传统上属于极左翼政治阵营（包括尼加拉瓜共产党）。
尽管内部存在斗争，该联盟在比奥莱塔·查莫罗的领导下，围绕经济衰退和和平承诺成功开展了竞选活动。查莫罗承诺结束征兵制，推动民主和解，并恢复经济增长。当时，许多尼加拉瓜人认为，如果桑地诺民族解放阵线继续执政，叛乱和经济困境将持续，因为美国强烈反对桑地诺民族解放阵线（1989年11月，美国白宫宣布，如果比奥莱塔·查莫罗赢得选举，美国对尼加拉瓜的经济制裁将结束）。
与此同时，美国政府下属的国家民主基金会向全国反对派联盟提供了资源和组织上的援助。1989年6月，美国国会向全国反对派联盟拨款200万美元，并于1989年4月批准一项价值4975万美元的“非致命”援助计划，资助叛军“康特拉”的支持全国反对派联盟的宣传活动。一些村庄报告称，如果他们在选举中投票支持桑地诺民族解放阵线，叛军威胁要杀死他们。
在1990年2月25日举行的总统选举中，比奥莱塔·查莫罗赢得55%的选票，而丹尼尔·奥尔特加获得41%的选票。比奥莱塔·查莫罗当选总统，桑地诺民族解放阵线下台。
全国反对派联盟执政期间充满了内斗，各项事业进展缓慢。全国反对派联盟最终在1995年解散。其选举胜利的最积极结果是叛乱的结束和美国经济制裁的解除。

## 成员党
右翼：
- 人民保守联盟（英语：Popular Conservative Alliance）
- 全国保守行动（英语：National Conservative Action）
- 全国保守党
- 立宪自由党（英语：Constitutionalist Liberal Party）

中间：
- 尼加拉瓜民主运动（英语：Nicaraguan Democratic Movement）
- 全国行动党（英语：National Action Party (Nicaragua)）
- 民族信心民主党（英语：Democratic Party of National Confidence）
- 中美洲一体化党
- 新自由党（英语：Neoliberal Party）
- 独立自由党（英语：Independent Liberal Party (Nicaragua)）
- 人民社会基督教党（英语：Popular Social Christian Party）

中间偏左：
- 社会民主党（英语：Social Democratic Party (Nicaragua)）

左翼：
- 尼加拉瓜共产党
- 尼加拉瓜社会党